# تاریخیگری
مکتب تاریخی  یا historism شامل سبک هنرمندانه ایست که هر انچه از روش بازافرینی تاریخی الهام می‌گیرد را به تصویر می‌کشد.
این امر در فن معماری نیز مرسوم است.
از طریق ترکیب سبک‌های مختلف یا اجرای عناصر جدید، مکتب تاریخی می‌تواند مبانی زیبایی شناختی کاملاً متفاوت از سبک‌های پیشین بسازد.
بنابراین یک تنوع عالی از طرح‌هایی که ممکن است را ارائه می‌دهد.
در تاریخ هنر بعد از نئوکلاسیسم که در دوران رومانتیک خود می‌تواند یک جنبش تاریخی در نظر گرفته شود، در قرن نوزدهم یک مرحلهٔ تاریخی جدید دیده شد که مشخص شده بود توسط تفسیر نه فقط یونان و سبک باستانی رومی، بلکه موفقیت سبک دوره ها، که به طور فزاینده برابر در نظر گرفته شده بودند.
به طور خاص در معماری و درژانر نقاشی‌های تاریخی که به طور فزاینده موضوع نقاشی‌های تاریخی با توجه عالی به جزئیات دقیق است، تاثیر جهانی مکتب تاریخی قوی بود بویژه از ۱۳۵۰ به بعد.
تغییری که اغلب در طول ظهور طبقهٔ سرمایه دار و بعد از انقلاب صنعتی به وجود امد.
در پایان قرن، پایان دورهٔ سمبولیسم و هنر نو که به دنبال اکسپرسیونیسم و مدرنیسم اقدام به ایجاد مکتب تاریخی نگاه از ردهٔ خارج نمودند، اگرچه بسیاری از کمیسیون‌های بزرگ ان را در قرن بیستم همچنان ادامه دادند.
جنبش هنر و صنایع دستی به مدیریت ترکیبی از تاریخ گرایی کشورهای بومی ضعیف باعناصر هنر نو و سبک‌های معاصر دیگر.
تاثیر تاریخ گرایی در بسیاری از کشورها  حتی تا دههٔ ۱۹۵۰ قوی باقی‌مانده است.
هنگامی که معماری پست مدرن به طور گسترده در دههٔ ۱۹۸۰ محبوب شد، به دنبال یک جنبش نئو تاریخی، که هنوز هم برجسته است و می‌تواند در سراسر جهان در برداشت، به خصوص در نمایندگی و طبقهٔ بالای ساختمان‌ها.